# Elezioni parlamentari in Norvegia del 2017
Le elezioni parlamentari in Norvegia del 2017 si tennero l'11 settembre per il rinnovo dello Storting. In seguito all'esito elettorale, Erna Solberg, espressione della Destra, fu confermata Ministro di Stato.

## Risultati
| Liste                          | Voti      | %     | Seggi |
| ------------------------------ | --------- | ----- | ----- |
| Partito Laburista              | 800 947   | 27,37 | 49    |
| Høyre                          | 732 895   | 25,04 | 45    |
| Partito del Progresso          | 444 681   | 15,19 | 27    |
| Partito di Centro              | 302 017   | 10,32 | 19    |
| Partito Socialista di Sinistra | 176 222   | 6,02  | 11    |
| Venstre                        | 127 910   | 4,37  | 8     |
| Partito Popolare Cristiano     | 122 797   | 4,20  | 8     |
| Partito Ambientalista I Verdi  | 94 788    | 3,24  | 1     |
| Rødt                           | 70 522    | 2,41  | 1     |
| Partito dei Pensionati         | 12 855    | 0,44  | –     |
| Partito della Salute           | 10 337    | 0,35  | –     |
| I Cristiani                    | 8 700     | 0,30  | –     |
| I Liberali                     | 5 599     | 0,19  | –     |
| Democratici in Norvegia        | 3 830     | 0,13  | –     |
| Partito Pirata                 | 3 356     | 0,11  | –     |
| Alleanza                       | 3 311     | 0,11  | –     |
| Partito della Costa            | 2 467     | 0,08  | –     |
| Lista di Nordmøre              | 2 135     | 0,07  | –     |
| Iniziativa Femminista          | 696       | 0,02  | –     |
| Partito Comunista di Norvegia  | 309       | 0,01  | –     |
| Partito della Norvegia         | 151       | 0,01  | –     |
| Partito dei Valori             | 148       | 0,01  | –     |
| Partito della Società          | 104       | 0,00  | –     |
| Assemblea del Nord             | 59        | 0,00  | –     |
| Totale                         | 2 926 836 | 100   | 169   |

| Riepilogo dei voti (+/- elezioni 2013)  | Riepilogo dei voti (+/- elezioni 2013) | Riepilogo dei voti (+/- elezioni 2013) | Riepilogo dei voti (+/- elezioni 2013) | Riepilogo dei voti (+/- elezioni 2013) | Riepilogo dei voti (+/- elezioni 2013) | Riepilogo dei voti (+/- elezioni 2013) |
| --------------------------------------- | -------------------------------------- | -------------------------------------- | -------------------------------------- | -------------------------------------- | -------------------------------------- | -------------------------------------- |
| Partito Laburista                       | Partito Laburista                      | Partito Laburista                      |                                        |                                        | 27,37%                                 | ▼ 3,5                                  |
| Høyre                                   | Høyre                                  | Høyre                                  |                                        |                                        | 25,04%                                 | ▼ 1,8                                  |
| Partito del Progresso                   | Partito del Progresso                  | Partito del Progresso                  |                                        |                                        | 15,19%                                 | ▼ 1,2                                  |
| Partito di Centro                       | Partito di Centro                      | Partito di Centro                      |                                        |                                        | 10,32%                                 | ▲ 4,8                                  |
| Partito Socialista di Sinistra          | Partito Socialista di Sinistra         | Partito Socialista di Sinistra         |                                        |                                        | 6,02%                                  | ▲ 1,9                                  |
| Venstre                                 | Venstre                                | Venstre                                |                                        |                                        | 4,37%                                  | ▼ 0,8                                  |
| Partito Popolare Cristiano              | Partito Popolare Cristiano             | Partito Popolare Cristiano             |                                        |                                        | 4,20%                                  | ▼ 1,4                                  |
| Partito Ambientalista I Verdi           | Partito Ambientalista I Verdi          | Partito Ambientalista I Verdi          |                                        |                                        | 3,24%                                  | ▲ 0,4                                  |
| Rødt                                    | Rødt                                   | Rødt                                   |                                        |                                        | 2,41%                                  | ▲ 1,3                                  |
| Altri <1,00%                            | Altri <1,00%                           | Altri <1,00%                           |                                        |                                        | 1,85%                                  | ▲ 0,11                                 |
| Riepilogo dei seggi (+/- elezioni 2013) |                                        |                                        |                                        |                                        |                                        |                                        |
|                                         |                                        |                                        |                                        |                                        |                                        |                                        |
| SV                                      | 11                                     | ▲ 4                                    |                                        | Rødt                                   | 1                                      | ▲ 1                                    |
| MDG                                     | 1                                      | ━                                      |                                        | AP                                     | 49                                     | ▼ 6                                    |
| SP                                      | 19                                     | ▲ 9                                    |                                        | Venstre                                | 8                                      | ▼ 1                                    |
| KrF                                     | 8                                      | ▼ 2                                    |                                        | Høyre                                  | 45                                     | ▼ 3                                    |
| FrP                                     | 27                                     | ▼ 2                                    |                                        |                                        |                                        |                                        |